# Rhipidolestes owadai
Rhipidolestes owadai är en trollsländeart som beskrevs av Syoziro Asahina 1997. Rhipidolestes owadai ingår i släktet Rhipidolestes och familjen Megapodagrionidae. IUCN kategoriserar arten globalt som livskraftig. Inga underarter finns listade i Catalogue of Life.